# Großglobnitz
Großglobnitz ist ein Dorf im Waldviertel in Niederösterreich und eine  Ortschaft und Katastralgemeinde der Stadtgemeinde Zwettl-Niederösterreich im Bezirk Zwettl.

## Geografie
Großglobnitz liegt in einer Entfernung von etwa acht Kilometern Luftlinie nördlich des Stadtzentrums von Zwettl an der Zwettler Straße (B 36). Am 1. Jänner 2024 hatte der Ort 298 Einwohner auf einer Fläche von 6,85 km².
Das Gemeindegebiet grenzt im Nordwesten an die Katastralgemeinde Bösenneunzen, nördlich an Kleinotten, im Osten an Germanns, südlich an Großhaslau und im Westen an Walterschlag (Gemeinde Schweiggers).

## Verkehr
Durch Großglobnitz führt die Zwettler Straße (B 36). Der Ort ist durch Postbusse mit dem österreichischen Überlandbusnetz verbunden.

## Geschichte
Großglobnitz wurde um 1170/80 mit der Bezeichnung Glocnici zum ersten Mal urkundlich erwähnt. Der Name wird von dem slawischen Gewässernamen klokotnica (‚sprudelnder Bach‘) abgeleitet.
Die Pfarrkirche Großglobnitz wurde im 13. Jahrhundert errichtet. Da die Kirche dem heiligen Pankratius geweiht wurde, der üblicherweise der Patron von Burgkapellen war, ist zu vermuten, dass die heutige Kirche aus der Kapelle einer früheren Burg entstanden ist. Der ursprünglich romanische Baustil des Gebäudes ist im Kern heute noch zu erkennen. Der gotische Karner, ein Rundbau aus dem 14. Jahrhundert, verfügt über reichen architektonischen Schmuck.
Laut Adressbuch von Österreich waren im Jahr 1938 in der Ortsgemeinde Großglobnitz ein Arzt, ein Tierarzt, zwei Anstreicher, ein Bäcker, zwei Fleischer, drei Gastwirte, drei Gemischtwarenhändler, ein Maurermeister, ein Schmied, zwei Schneider und zwei Schneiderinnen, ein Schuster, zwei Stechviehhändler, zwei Tischler, ein Wagner und zahlreiche Landwirte ansässig. Weiters gab es eine Branntweinbrennerei und drei Ziegeleien.

## Kultur und Sehenswürdigkeiten
Denkmalobjekte in Großglobnitz:

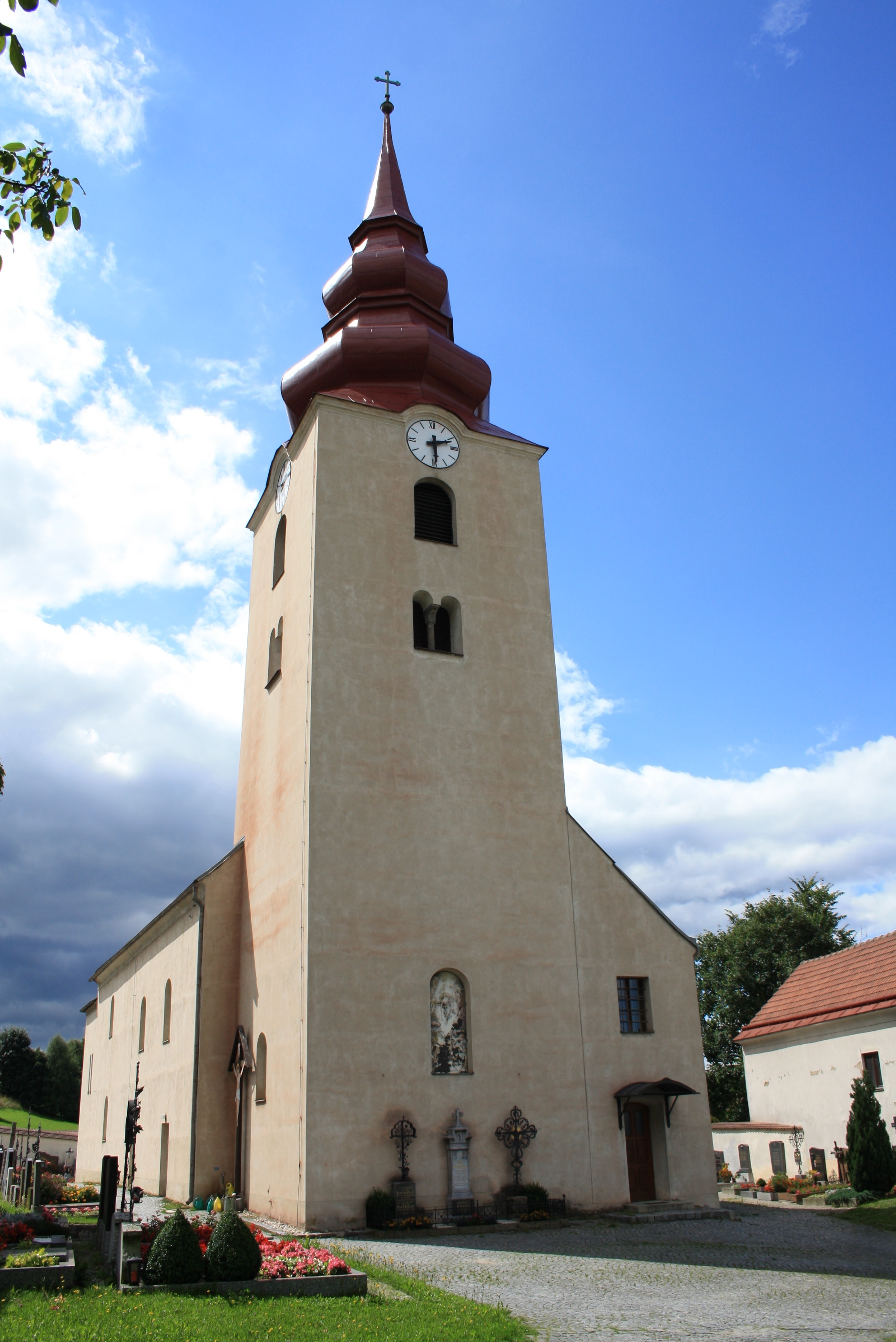
Pfarrkirche Großglobnitz
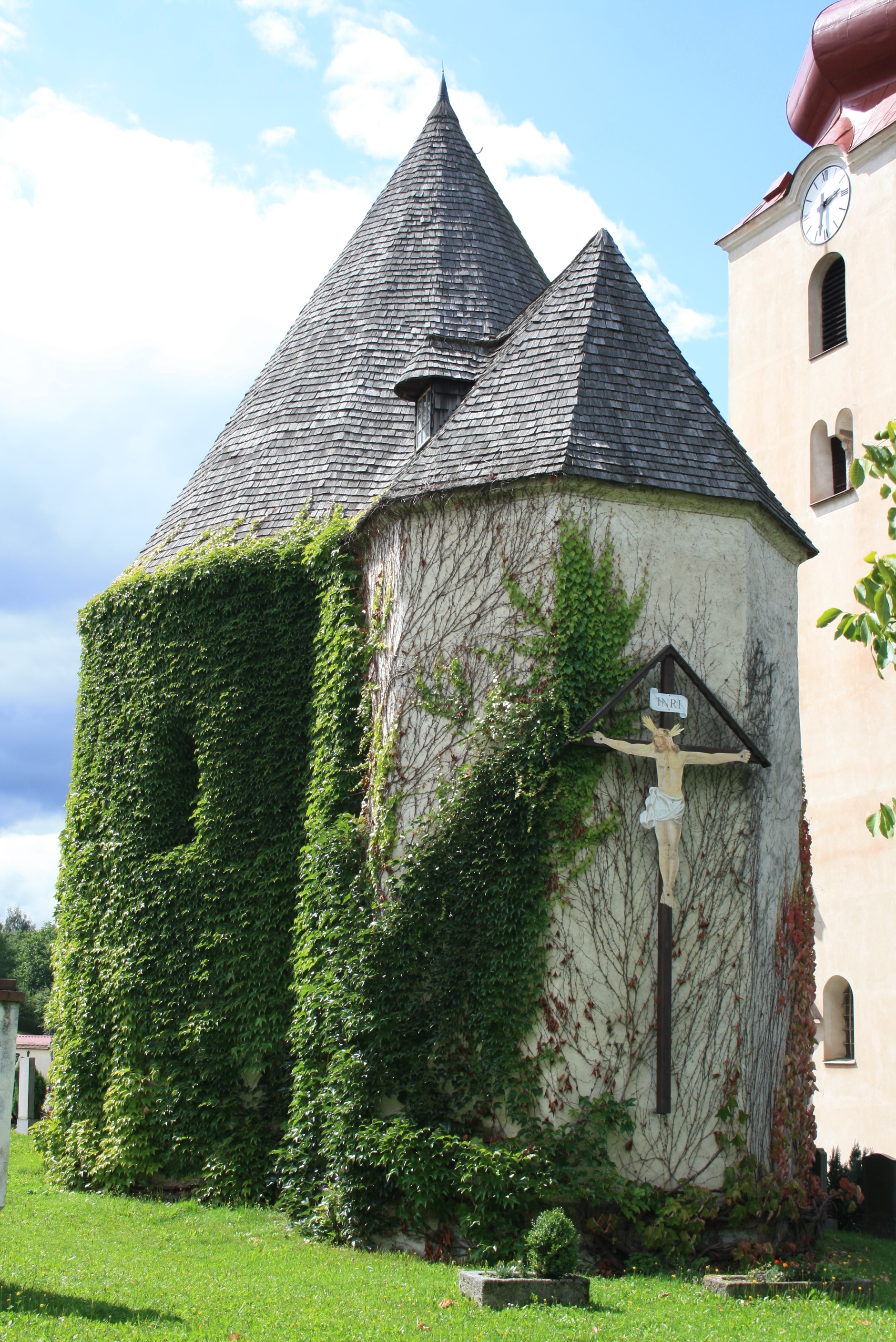
Karner Großglobnitz
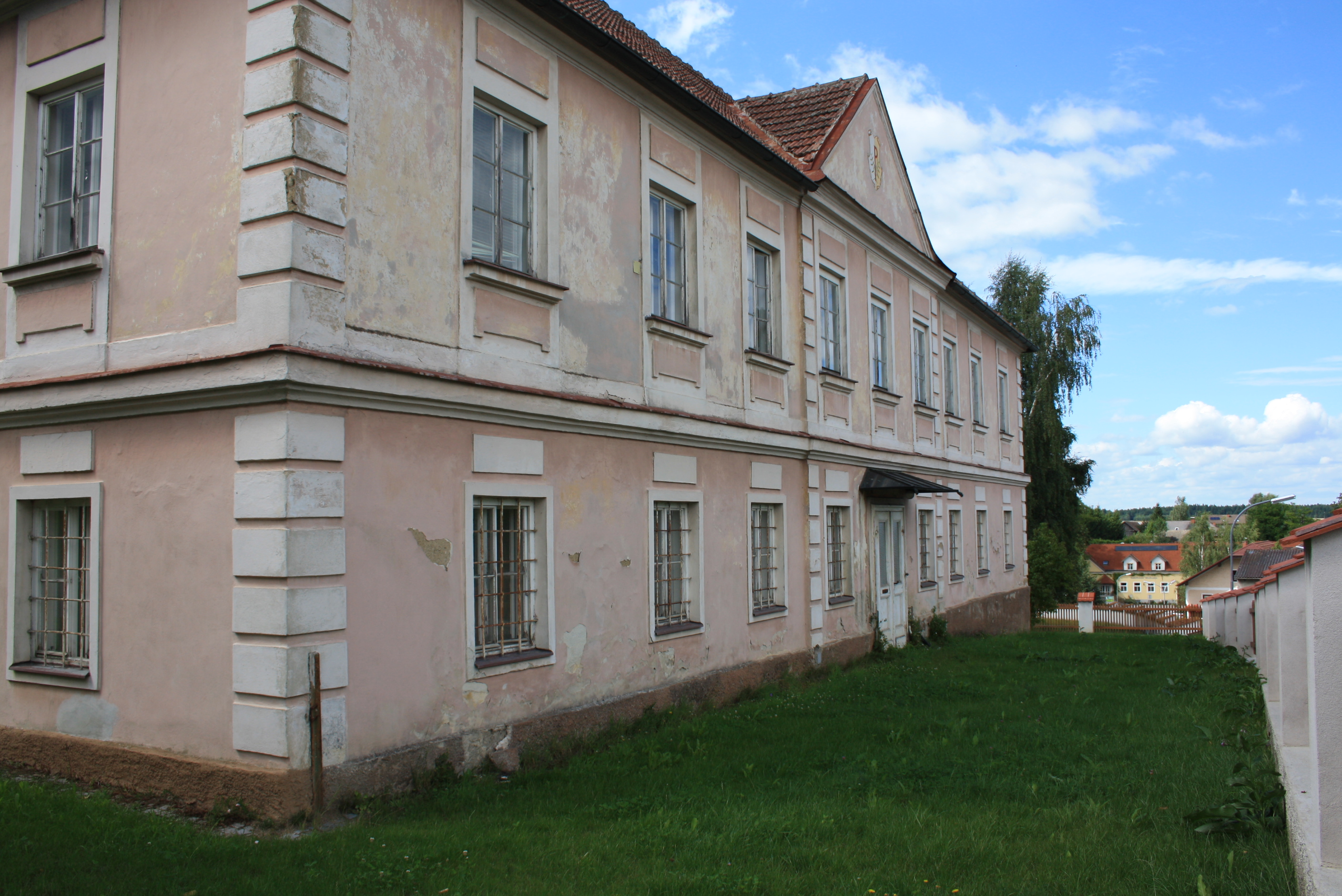
Pfarrhof Großglobnitz
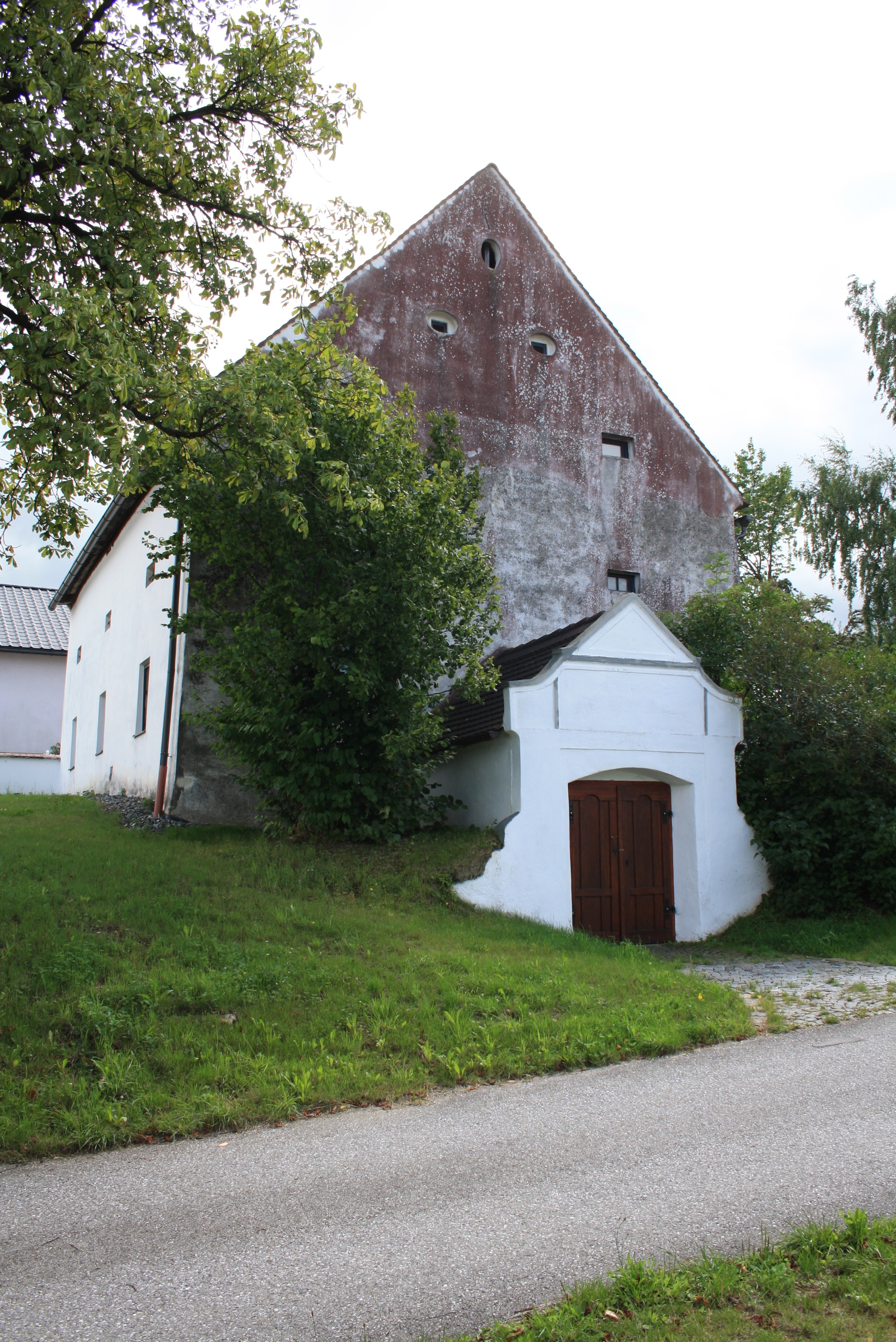
Schüttkasten
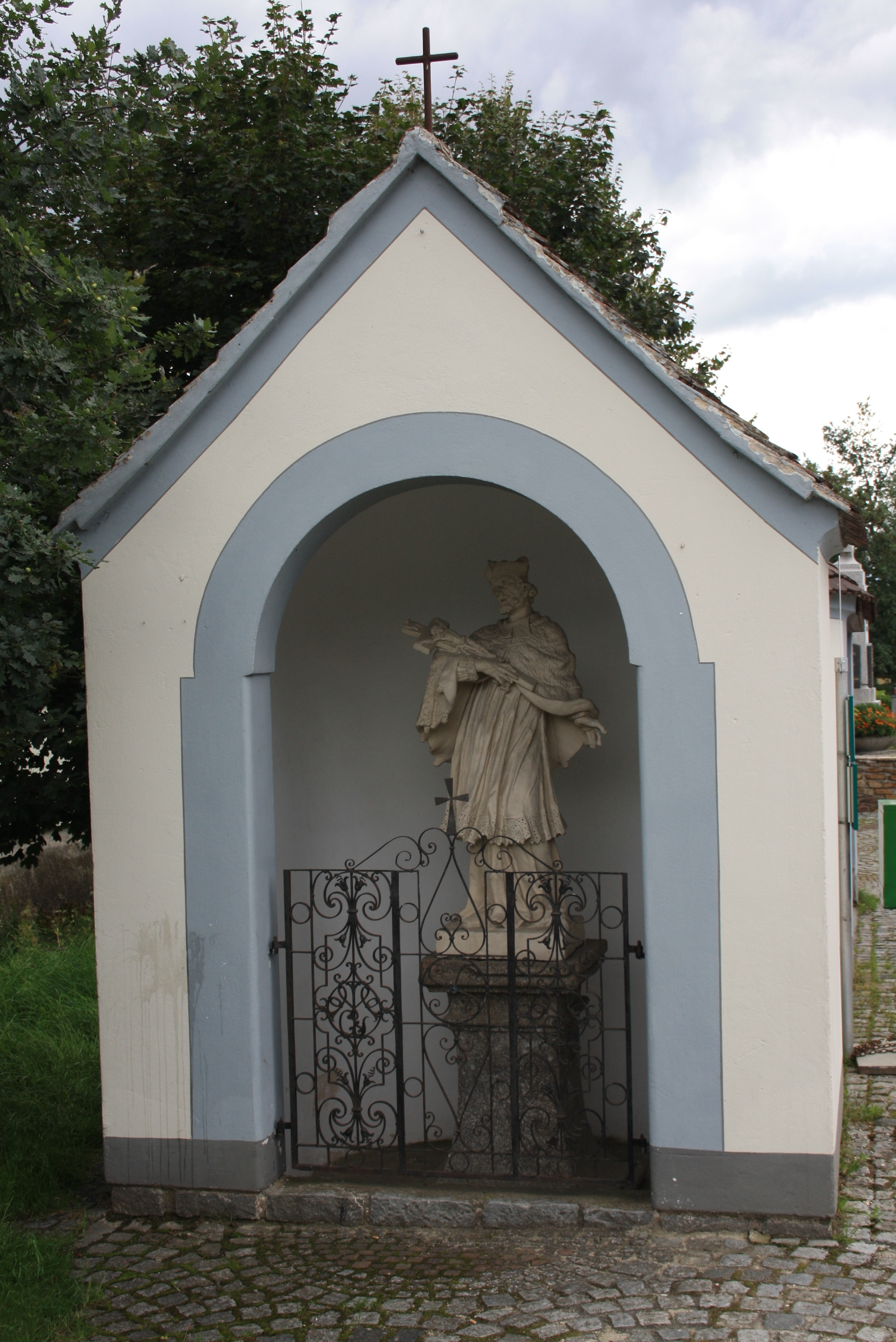
Johannes Nepomuk-Kapelle

## Öffentliche Einrichtungen
In Großglobnitz gibt es einen Kindergarten und eine Volksschule.